# Похороны Деда
Похороны Деда (похороны Сидора, бел. Пахаванне Дзеда) — белорусский обряд (обрядовая игра), совершаемый в первый день Масленицы в некоторых сёлах Витебской области. Для совершения обряда в одном из сельских домов устанавливается гроб с соломенным чучелом деда, которое обладает фаллосом. Замужние женщины оплакивают чучело, как живого человека. После этого гроб с «дедом» выносят на кладбище, где закапывают его в снегу, соломе, или поджигают. Обряд внесён в список элементов нематериального историко-культурного наследия Белоруссии.

## Описание обряда
Похороны деда — забава для взрослых. Детей и неженатую молодёжь к этому обряду не допускают, так как очень вольные шуточки здесь звучат. «Дед» — это соломенное чучело или тряпичная кукла в человеческий рост в рубахе и штанах. Мужское достоинство его делают подчёркнуто гипертрофированным. На лице рисуют закрытые глаза, приделывают волосы, усы и бороду из подручных материалов, руки сложены на груди.
Больше всех оплакивала «вдова», а соседи, сокрушаясь о смерти деда, которому почти сто лет, «месяца до века не хватило», делились его достоинствами: работящий, домовитый, но большой любитель «сходить налево». «Любовниц себе он не абы каких выбирал. Городские к нему ездили… Но и мне хватало, и вам, бабоньки! А теперь кто нас будет, девки, Шевелев?».
К игре мог присоединиться «врач», который проверял, дышит ли «пациент», измерял ему давление и пытался оживить. Когда это не получалось, звали «священника», и тот, махая «кадилом», читал «молитвы» по «новопреставленному рабу».
После оплакивание и причитания, мало отличающегося от настоящих похорон, деда выносят вперёд ногами из дому, кладут на телегу или носилки и несут на «кладбище», где закапывают в снег или солому. Женщины опять рыдают. Вариантов самих «похорон» существовало несколько: в некоторых регионах чучело вывозили за деревню, бросали в кусты и засыпали снегом, где-то сжигали, а в некоторых местах разрывали на куски и разбрасывали по околице. Обратно в избу идут с прибаутками и смехом. Там уже играет гармонь.
В доме накрывается богатый стол из того, что принесли на «поминки». Обязательно подаётся кутья, другие ритуальные блюда. Отдельную стопку водки (раньше — стакан киселя или компота) ставят «покойнику». За беседой снова вспоминают Тимку (Тимофея, Сидорку — имя может быть любым), поминают его «минутой молчания». После начинаются шутки, женщины пускаются в пляс, поют частушки и народные песни, разговаривать о житье-бытье.